# 2024년 네팔 홍수
2024년 네팔 홍수는 7월 초, 8월 중순, 9월 말의 연간 몬순 시즌 동안 집중 호우로 인해 발생했으며 이로 인해 전국적으로 심각한 홍수와 여러 건의 머드플로우가 발생했다. 가장 큰 피해와 사망자를 낸 9월 홍수는 적어도 1970년 이후 이 지역에 기록된 가장 많은 강우로 인해 발생했으며, 그 자체가 저기압 시스템의 결과였다. 홍수의 영향은 범람원에 대한 계획되지 않은 건설을 포함하여 열악한 인프라 및 정착 계획으로 인해 더욱 증가했다.
9월 홍수는 9월 26일에 시작되어 네팔 동부와 남동부 지역, 우타르프라데시주와 아삼주 등 인도 인근 지역, 방글라데시 북부 일부 지역에 큰 영향을 미쳤다. 코시강은 위험한 수준까지 채워졌고, 바그마티강과 나쿠강은 바그마티주에 홍수를 일으켰다. 카트만두 계곡은 9월 28일에서 29일 사이에 240mm(9.4인치)에서 322.2mm(12.7인치) 사이의 피해를 입어 네팔의 수도 카트만두에 홍수를 일으켰다. 수도관, 전력 및 인터넷 접속을 포함한 기반 시설이 손상되었고 도시 밖으로 나가는 3개의 고속도로가 차단되었다. 산사태로 인해 매몰된 차량으로 인해 다수의 사상자가 보고되었다. 정부는 총 3,000명이 넘는 경찰과 군대에 구조 및 청소 작업을 지원하도록 지시했으며 피해 지역의 학교와 대학은 폐쇄되었다.
7월 초 홍수로 최소 14명이 사망했다. 9명이 더 실종된 것으로 보고되었다. 9월 말 홍수로 인해 카트만두에서 최소 37명이 사망하고 30명이 실종된 것으로 확인됐다. 카트만두 공항에서 출발하는 모든 항공편이 취소됐고, 네팔 학교와 대학도 사흘간 문을 닫았다. 약 4,000명이 구조를 필요로 했고, 최소 322채의 가옥과 16개의 다리가 피해를 입었다.